# Toni Grieb
Toni Grieb, Taufname Anton Grieb (* 14. Dezember 1918 in Bern; † 26. Februar 2008 in Villars-le-Grand), war ein Schweizer Botaniker, Maler und Fotograf.

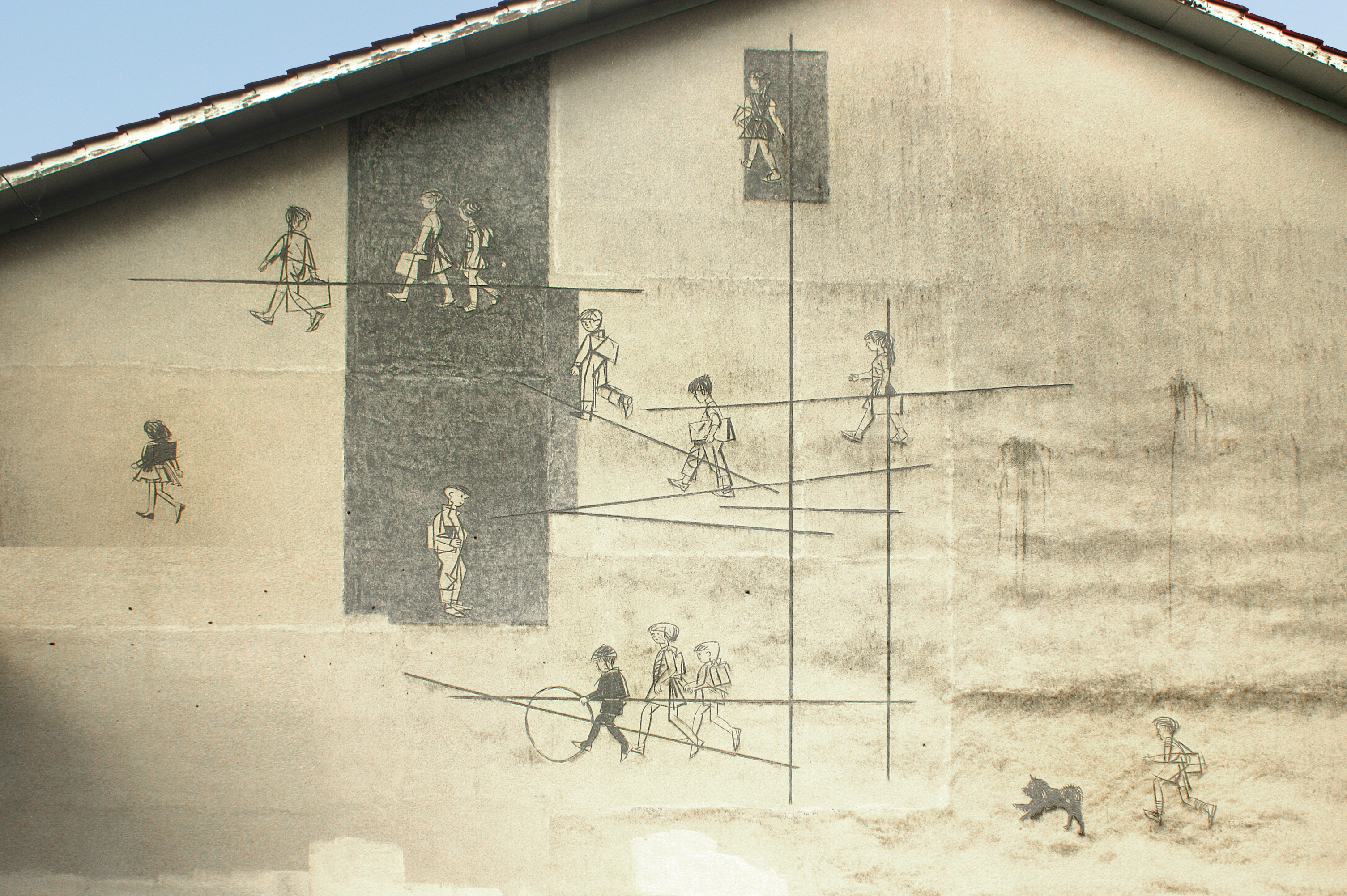
1960, Sgraffito Zur Schule gehende Kinder. Schulhaus Stöckacker, Bienenstrasse 5, Bern

## Leben und Werk
Toni Grieb heiratete 1962 die Künstlerin Lilly Keller und zog mit ihr in eine alte Mühle in Montet-Cudrefin im Kanton Waadt. Auf einer 6000 Quadratmeter grossen Brache um ihr Haus legte das Künstlerehepaar einen Park mit seltensten Bambusarten und Nadelbäumen aus der ganzen Welt an. Grieb war als Bambus-Spezialist weltweit ein Begriff. 1953 erhielt er ein Aeschlimann Corti-Stipendium. 1960 schuf er das Sgraffito Zur Schule gehende Kinder an der Fassade des Schulhaus Stöckacker an der Bienenstrasse in Bern. Grieb unterrichtete zudem an der Kunstgewerbeschule Bern. In den 1970er-Jahren galt er als Pionier der künstlerischen Farb-Fotografie.